# عواض شاهر العصيمي
عواض شاهر العصيمي كاتب وروائي سعودي له تجارب في كتابة الشعر، بدأ الكتابة السردية من مطلع عام 1986 وصدر له أول نتاج قصص قصيرة جمعها في مجموعة تحمل عنوان «ذات مرة» في 1997. وصدر له بعد ذلك مجموعة من الروايات من أبرزها «قنص» و«المنهوبة».

## العمل
عضو سابق في مجلس إدارة نادي مكة الثقافي الأدبي 2006.

## الإصدارات
- (ذات مرة) مجموعة قصصية 1997.
- (أو.. على مرمى صحراء.. في الخلف) رواية صدرت عن دار الشروق 2002.[5]
- (أكثر من صورة وعود كبريت) رواية صدرت عن دار شرقيات 2003.[6][7]
- (قنص) رواية صدرت عن دار الجديد 2005.[8]
- (ما من أثر) مجموعة قصصية صدرت 2007.
- (فكرة واحدة صالحة للدور الأرضي) مجموعة قصصية صدرت عن مؤسسة سندباد للنشر والإعلام بالقاهرة 2010.
- (المنهوبة) رواية صدرت نادي حائل الأدبي ودار الانتشار العربي 2009.[9]
- (طيور الغسق) رواية صدرت عن دار أثر 2011.[10]
- (رفيقة إلى البيت) صدرت عن مؤسسة الانتشار العربي في 2016[11]
- (نار المرخ) صدرت عن دار مدارك 2021.[12]